# Andrade Almas
Andrade El Idolo (geboren am 3. November 1989 in Gómez Palacio, Durango; eigentlich Manuel Alfonso Andrade Oropeza) ist ein mexikanischer Wrestler, der bei WWE unter Vertrag steht.
Seine bislang größter Erfolg war der einmalige Gewinn der IWGP Intercontinental Championship.

## Privates
Er entstammt einer Familie, die eng mit dem Wrestlinggeschäft in Mexiko verbunden ist und ist selbst ein Wrestler in der dritten Generation, nach seinem Großvater Jose Andrade (Ringname "El Moro") und seinem Vater Jose Andrade Salas (Ringname "Brillante"). Seit 27. Mai 2022 ist er mit der Wrestlerin Charlotte Flair verheiratet.

## Wrestling-Karriere

### Consejo Mundial De Lucha Libre (2007–2015)
Die ersten Matches als Wrestler absolvierte Manuel Andrade ab 2003 in einer lokalen Wrestlingliga, die von seiner Familie geführt wurde. Hier trat er, ebenfalls der Familientradition folgend, als Brillante Jr. auf. Ab 2007 trat er vor allem für Consejo Mundial De Lucha Libre auf. Seine ersten Titel bei der Organisation durfte er in der Rolle als maskierter La Sombra noch im gleichen Jahr gewinnen: Zunächst die Mexican National Trios Championship gemeinsam mit El Sagrado und Volador Jr. am 13. August sowie etwas später auch die NWA Welterweight Championship am 27. November. Beide Titel durfte er für jeweils etwa eineinhalb Jahre halten, ehe er sie im Februar beziehungsweise Mai 2009 wieder abgeben musste.
Am 18. September 2015 verlor Andrade seine Maske in einem Mask-vs.-Mask-Match bei CMLL 82. Aniversario gegen Atlantis und musste damit fortan ohne diese auftreten.

### New Japan Pro Wrestling (2010–2015)
Ab 2009 stieg Andrade auch vermehrt für andere Promotions und vor allem für New Japan Pro-Wrestling in den Ring. Am 24. April 2011 durfte er bei Lucha Libre Azteca die Azteca Championship von dem als Atlantis auftretenden Valador Jr. gewinnen. Diese gab er am 25. September 2011 nach 154 Tagen Regentschaft wieder an Valador Jr. ab. Am 31. Mai 2013 gelang ihm sein bis dahin größter Erfolg, als er bei New Japan Pro Wrestling die IWGP Intercontinental Championship von Shinsuke Nakamura gewinnen durfte. Den Titel gab er nach 50 Tagen, am 20. Juli 2013, wieder an Nakamura ab.

### World Wrestling Entertainment (2016–2021)

#### NXT undNXT Champion(2016–2018)
Zu Jahresbeginn 2016 wechselte Andrade zur WWE. Dort trat er fortan bei NXT auf und erhielt zunächst den neuen Ringnamen Manny Andrade, der einige Monate später in Andrade "Cien" Almas geändert wurde. Bei seinem Debüt für NXT, im Rahmen einer Houseshow am 8. Januar 2016, durfte er Riddick Moss in einem Singles-Match besiegen. Bei NXT TakeOver: Dallas absolvierte er ein Dark Match gegen Oney Lorcan. Sein erstes Match in einer TV-Show gewann er am 8. Juni 2016 bei NXT TakeOver: The End gegen Tye Dillinger. Anschließend fehdete er gegen Bobby Roode, dem er am 20. August 2016, in einem Match bei NXT TakeOver: Brooklyn II, unterlag. Im September 2016 nahm er gemeinsam mit Cedric Alexander an einem als Dusty Rhodes Tag Team Classic bezeichneten Turnier für Tag Teams teil, jedoch schied das Team bereits in der ersten Runde durch eine Niederlage gegen The Revival (Dash Wilder und Scott Dawson) aus.

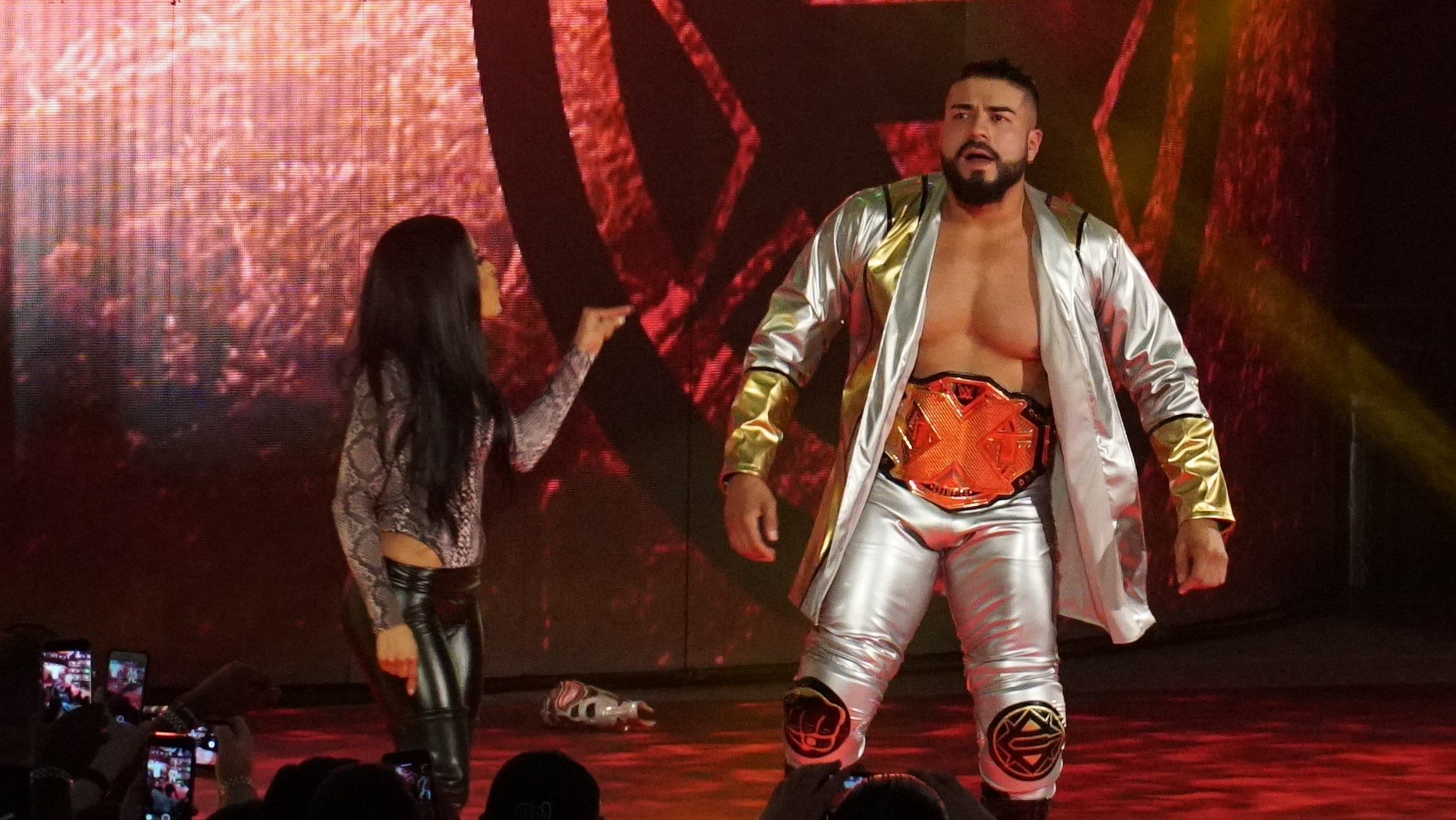
NXT Champion Andrade und Vega bei TakeOver: New Orleans 2018.

Bei NXT TakeOver: San Antonio am 28. Januar 2017 musste er eine weitere große Niederlage gegen Roderick Strong einstecken, genauso wie bei NXT TakeOver: Orlando am 1. April 2017 gegen Aleister Black. Ab Juli 2017 wurde ihm Zelina Vega als Business Manager zur Seite gestellt, die auch häufig zu seinen Gunsten in Matches eingriff und generell als seine Sprecherin auftrat. Innerhalb der Storyline wurde Andrades Niederlagenserie der jüngeren Vergangenheit so in einen Push für die nächsten Monate umgewandelt. Nach einem Sieg über Johnny Gargano bei NXT TakeOver: Brooklyn III folgte eine Fehde gegen Drew McIntyre um die NXT Championship. Den Titel durfte er am 18. November 2017 bei NXT TakeOver: WarGames gewinnen. Nachdem er den Titel bei NXT TakeOver: Philadelphia einen Tag zuvor gegen Gargano verteidigt hatte, debütierte er am 28. Januar 2018 beim Royal Rumble im gleichnamigen Match im Hauptroster der WWE. Dabei durfte er Kofi Kingston eliminieren, bevor er selbst durch Randy Orton ausschied. Am 7. April 2018 verlor er die NXT Championship bei NXT TakeOver: New Orleans an Aleister Black. In der NXT-Sendung vom 18. April 2018 trat Almas als Ringbegleitung für seine Managerin Vega auf, die hier ihr erstes und letztes Einzelmatch bestritt, welches bei NXT ausgestrahlt wurde. Gleichzeitig war dies der letzte Auftritt der beiden bei NXT.

#### Main Roster und Fehde gegen Mysterio (2018–2021)

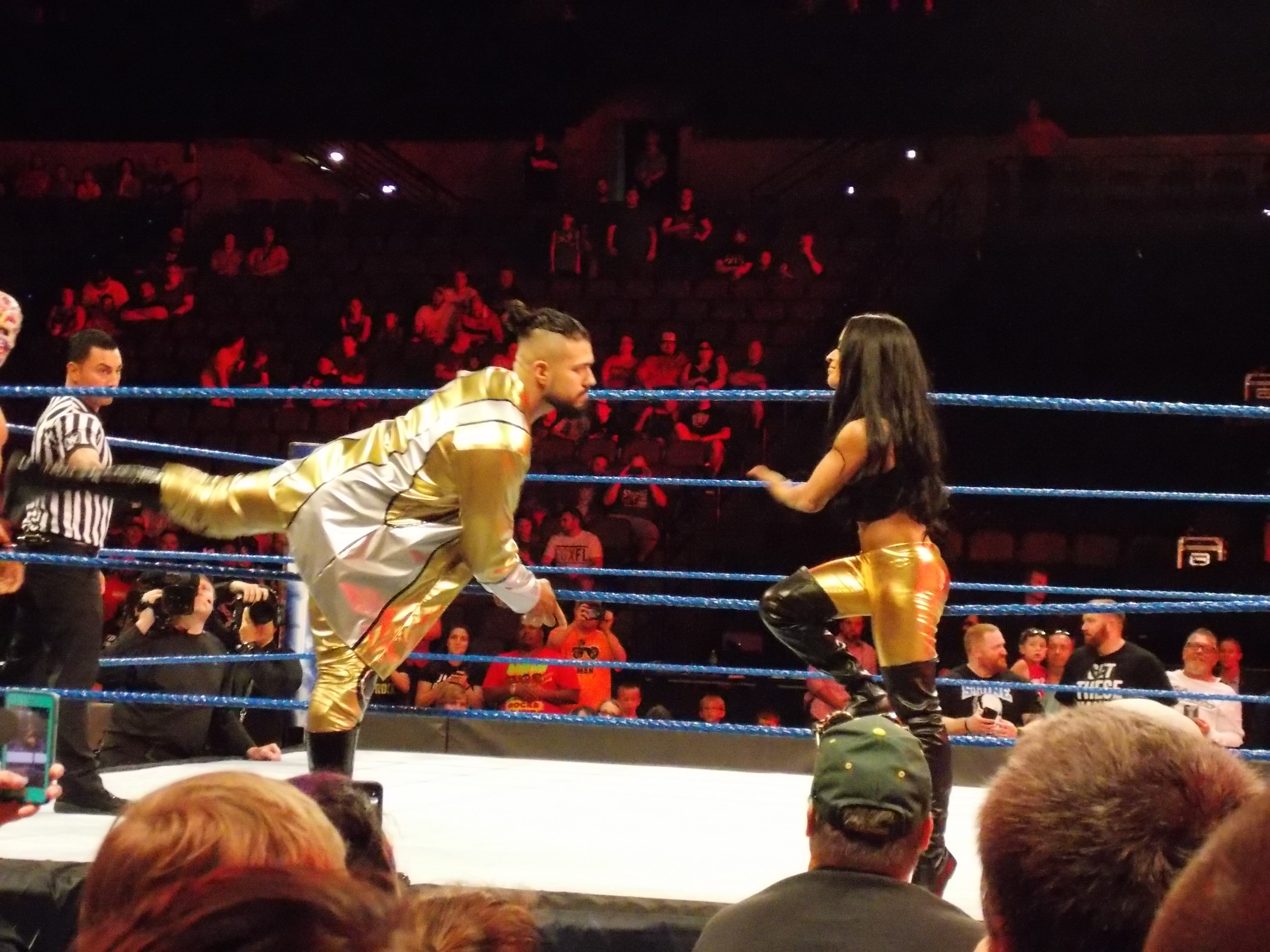
Andrade und Vega bei SmackDown im Jahr 2018.

Wenig später folgte Andrades (und Zelina Vegas) endgültiger Aufstieg ins Hauptroster durch den Superstar Shake-Up nach Wrestlemania. Sein Debütmatch bei SmackDown Live absolvierte er am 15. Mai 2018 gegen einen lokalen Wrestler. Einige Fehden schlossen sich an, zunächst gegen Sin Cara, danach u. a. gegen Rusev und Lana und Rey Mysterio. Am 15. Januar 2019 wurde sein bisheriger Ringname auf "Andrade" gekürzt. Zudem war er auch im Titelgeschehen um die United States Championship involviert, den Titel konnte er sich jedoch nie sichern.
Im Rahmen des Superstar Shake-Ups 2019 wechselte Andrade am 15. April 2019 von SmackDown zu Raw.
Bereits eine Woche nach dem Superstar Shake-Up 2019, wurde Almas wieder zurück ins SmackDown Roster versetzt, die Gründe hierfür lagen daran, dass Andrade eine Beziehung mit Charlotte Flair führt. Er nahm am Money in the Bank Ladder Match am 19. Mai 2019 teil, das Match gewann er jedoch nicht. Am 7. Juni 2019 verlor er ein Match um den Intercontinental Championship gegen Finn Bálor bei Super ShowDown. Im Rahmen des WWE Drafts wechselte Andrade am 14. Oktober 2019 von SmackDown zu Raw.
Bei einem Live Event am 26. Dezember 2019 gewann Andrade den WWE United States Championship von Rey Mysterio. Andrade wurde am 27. Januar 2020 von der WWE für 30 Tage, wegen eines Verstoßes gegen die Anti-Doping-Richtlinien gesperrt. Seine Rückkehr feierte er am 27. Februar 2020 bei WWE Super ShowDown. Am 25. Mai 2020 verlor er nach einer Regentschaft von 151 Tagen den United States Championship an Apollo Crews.
Im September trennte er sich von seiner Managerin. Er begann dann zusammen mit Angel Garza ein Team zu bilden. Nach einer Verletzungspause, kehrte er nicht mehr in die Shows zurück. Am 21. März 2021 wurde bekannt gegeben, dass er aus seinem Vertrag entlassen worden ist.

### All Elite Wrestling (2021 bis 2024)
Oropeza debütierte bei der Ausgabe von AEW Dynamite am 4. Juni 2021 als Andrade El Idolo bei All Elite Wrestling an der Seite von Vickie Guerrero und Jose The Assistant. Nach einem Backstage-Konflikt mit Sammy Guevara im Oktober 2022 wurde er aus den AEW Shows geschrieben.

### Rückkehr zu WWE (Seit 2024)
Beim Royal Rumble 2024 kehrte Andrade zur WWE zurück. Er fehdete einige Zeit mit Carmello Hayes. Am 7. Juni 2025 war er im Money in the Bank-Match dabei, konnte den Koffer jedoch nicht erringen. 
- World Wrestling Entertainment
  - NXT Championship (1×)
  - WWE United States Championship (1×)

- New Japan Pro-Wrestling
  - IWGP Intercontinental Championship (1×)

- Consejo Mundial De Lucha Libre
  - CMLL World Tag Team Championship (1× mit Volador Jr.)
  - CMLL World Trios Championship (1× mit La Mascara und Máscara Dorada)
  - Mexican National Trios Championship (1× mit El Sagrado und Volador Jr.)
  - NWA World Welterweight Championship (1×)
  - NWA World Historic Middleweight Championship (1×)
  - NWA World Historic Welterweight Championship (2×)
  - CMLL Universal Championship Tournament (2011)
  - CMLL Reyes del Aire Tournament (2013, 2015)

- Lucha Libre Azteca
  - Azteca Championship (1×)

- Pro Wrestling Illustrated
  - Nummer 27 der Top 500 Wrestler in der PWI 500 im Jahr 2020